# Arctia kamtschadalis
Arctia kamtschadalis là một loài bướm đêm thuộc phân họ Arctiinae, họ Erebidae.